# إيرين بيربيروجلو
إيرين بيربيروجلو (بالإنجليزية: Erin Perperoglou)‏ مواليد 5 يونيو 1979 في سان فرانسيسكو، هي لاعبة كرة سلة أمريكية معتزلة. بدأت مسيرتها الاحترافية في سنة 2001. تم اختيارها من قبل فريق مينيسوتا لينكس خلال الدرافت. يبلغ طولها 6 قدم 3 بوصة (1.9 م). اعتزلت اللعب في 2009. فازت بلقب دوري المحترفات.

## المسيرة الاحترافية
لعبت مع مينيسوتا لينكس في سنة 2001، ثم لعبت مع شارلوت ستينغ في موسم 2002–2003، ثم لعبت مع ساكرامنتو موناركس في موسم 2005–2006، ثم لعبت مع سان أنطونيو ستارز من سنة 2007 إلى 2009.

## كرة السلة الأمريكية
قامت إيرين بيربيروجلو بلعب دور في فريق الولايات المتحدة سنة 1998 في مسابقة وليام جونس في تايبيه، الصين.

## روابط خارجية
- إيرين بيربيروجلو على موقع الاتحاد الوطني لكرة السلة النسائية (الإنجليزية)
- إيرين بيربيروجلو على موقع كرة السلة الأوروبية.كوم (الإنجليزية)
- إيرين بيربيروجلو على موقع كلية كرة السلة في سبورتس رفرنس.كوم (الإنجليزية)
- إيرين بيربيروجلو على موقع بروبوليرز (الإنجليزية)
- إيرين بيربيروجلو على موقع سبورتس رفرنس (الإنجليزية)